# Internet Explorer
Internet Explorer (anteriormente Microsoft Internet Explorer e Windows Internet Explorer, e comumente abreviado como IE ou MSIE) foi uma série de navegadores web gráficos desenvolvidos pela Microsoft e inclusos como parte da linha de sistemas operacionais Microsoft Windows, iniciada em 1995. Ele foi lançado inicialmente como parte do pacote de complementos Plus! para Windows 95 no mesmo ano. As versões posteriores foram disponibilizadas como downloads gratuitos, ou em service packs, e foi incluído nos serviços de lançamentos para Original Equipment Manufacturer (OEM) do Windows 95 e em versões posteriores do Windows. O desenvolvimento de novos recursos para o navegador foi descontinuado em 2016 em favor do novo navegador do Windows, o Microsoft Edge.
O Internet Explorer foi um dos navegadores web mais usados do mundo, obtendo um pico de cerca de 95% da fatia de uso entre 2002 e 2003. Isso ocorreu após ele conseguir vencer a primeira guerra dos navegadores contra o Netscape Navigator, que foi o navegador dominante durante a década de 1990. Sua fatia de uso foi diminuindo com o lançamento do Firefox (2004) e do Google Chrome (2008), e com a popularidade de sistemas operacionais como as várias distros do Linux, o macOS / Mac OS X, o iOS e o Android, que não rodam o Internet Explorer nativamente. As estatísticas no geral para a fatia de mercado do Internet Explorer vão de 17,11% até 51,59% ou pelos números da StatCounter é o 3º do ranking, logo depois do Firefox (ou até menos do que 10,3% quando se contam todas as plataformas, logo após o Safari), desde setembro de 2015 (a quota de mercado dos navegadores é notoriamente difícil de se calcular). A Microsoft gastou cerca de 100 milhões de dólares por ano no Internet Explorer no final da década de 1990, com mais de mil pessoas trabalhando nele em 1999.
Versões do Internet Explorer para outros sistemas operacionais foram produzidas, incluindo uma versão para o Xbox 360 chamada de Internet Explorer for Xbox e uma versão incorporada para OEMs chamada de Pocket Internet Explorer, posteriormente renomeada como Internet Explorer Mobile, feito para Windows Phone, Windows CE, e anteriormente, baseado no Internet Explorer 7 para Windows Mobile. Ele permaneceram em desenvolvimento juntamente com as versões para desktop. O Internet Explorer for Mac e o Internet Explorer for UNIX (Solaris e HP-UX) foram descontinados.
Em 17 de março de 2015, a Microsoft anunciou que o Microsoft Edge substituirá o Internet Explorer como navegador padrão em seus dispositivos com Windows 10. Isso efetivamente torna o Internet Explorer 11 a última versão. O Internet Explorer irá, no entanto, permanecer em algumas versões do Windows 10, principalmente para fins corporativos. Desde 12 de janeiro de 2016, apenas a versão mais recente do Internet Explorer em cada sistema operacional é suportada. O suporte varia de acordo com as capacidades técnicas do sistema operacional e do ciclo de vida do suporte.
O navegador foi examinado durante todo o seu desenvolvimento por uso de tecnologia de terceiros (como o código fonte do Spyglass Mosaic, usado sem o pagamento de royalties nas primeiras versões), incluindo vulnerabilidades de segurança e de privacidade.
Em 15 de junho de 2022, a versão desktop do Internet Explorer 11 chegou ao fim do suporte para versões do Windows 10, substituído pelo Microsoft Edge. Com a mudança, o IE não tem mais suporte da Microsoft para atualizações de segurança ou melhorias. Após um período de redirecionamento, a companhia desabilitou totalmente o navegador por meio de uma atualização do sistema operacional.
Os Estados Unidos e a União Europeia alegaram que a integração do Internet Explorer com o Windows foi em detrimento da justa competição entre os navegadores.

## Versões

### Internet Explorer 1
Lançado em agosto de 1995.

### Internet Explorer 2
Lançado em novembro de 1995.

### Internet Explorer 3
Lançado em agosto de 1996, foi uns dos primeiros navegadores, a ter suporte ao CSS. Foi introduzido o suporte ao ActiveX, linguagem JavaScript. As novidades são consideráveis, tanto que o Internet Explorer 3 passou a ser concorrente do Netscape, o navegador mais usado na época. Teve também a primeira mudança significativa na interface.

### Internet Explorer 4
Lançado em setembro de 1997, apresentou como novidades a integração completa com o sistema operacional e a tecnologia push, tornando-se concorrente não só do Netscape mas também de softwares como o PointCast, além de outras novidades.

### Internet Explorer 5
Lançado em março de 1999, foi introduzido o suporte à linguagem XML, XSL, o formato MHTML e mais algumas coisas. O Internet Explorer 5 é encontrado no Windows 98 SE e no Windows 2000. Em julho de 2000, é lançado o Internet Explorer 5.5, juntamente com o Windows ME, contendo algumas melhorias.

### Internet Explorer 6
Lançado em agosto de 2001, juntamente com o Windows XP. Nessa versão há um melhor suporte ao CSS level 1, DOM level 1 e SML 2.0 e algumas novidades. Em Setembro de 2002 é lançado o Service Pack 1 (SP1) e em agosto de 2004 é lançado o segundo Service Pack (SP2), oferecendo maior segurança com recursos como "Bloqueador de PopUps", proteção contra downloads potencialmente nocivos, entre outros.

### Internet Explorer 9
O Windows Internet Explorer 9 possui uma aparência simplificada e muitos recursos novos que aceleram a sua experiência de navegação na Web.

### Internet Explorer 10
O Windows Internet Explorer 10 é o sucessor do Internet Explorer 9. Seu lançamento para testes ocorreu no dia 12 de Abril de 2011 e seu lançamento oficial se deu junto com o lançamento do Windows 8. Atualmente está na versão 10.0.9200.17054. Ele vem pré instalado no Sistema Operacional Windows 8, e tem compatibilidade com o Windows 7 (por enquanto, apenas na versão de testes). Algumas inovações desta versão foram a interface Metro e também o uso de recursos gráficos da placa de vídeo, tornando-o muito mais suave do que as versões anteriores. Implementa os padrões que serão adotados para o HTML5 e CSS3 além de uma série de outras novidades.

### Internet Explorer 11
O Windows Internet Explorer 11 (abreviado como IE11) é a versão mais recente e a última do Internet Explorer desenvolvida pela Microsoft. Ele é o sucessor do Internet Explorer 10. Foi lançado oficialmente em 17 de outubro de 2013 para o Windows 8.1 e em 7 de novembro de 2013 para o Windows 7. A versão mobile do Internet Explorer 11 já vem pré instalada no Windows Phone 8.1.

## Substituição
O Microsoft Edge foi apresentado oficialmente em 21 de janeiro de 2015, para substituir o Internet Explorer como o navegador padrão no Windows 10. O Internet Explorer ainda vem pré-instalado no Windows 10 para manter a compatibilidade com sites e sites intranet mais antigos que exigem o ActiveX e outras tecnologias web legadas da Microsoft. De acordo com a Microsoft, o desenvolvimento de novos recursos para o Internet Explorer foi encerrado em 2016. No entanto, ele continuará a ser mantido como parte da política de suporte para as versões do Windows com as quais ele está incluído.

## Vulnerabilidades
O Internet Explorer foi sendo ao longo dos anos apontado como um software com numerosas falhas de segurança. Programas maliciosos ou oportunistas exploravam brechas para roubar informações pessoais. Softwares maliciosos (tais como vírus, worms e trojans) exploravam falhas do navegador para controlar e/ou direcionar os usuários a determinadas paginas. Alguns especialistas apontam estes problemas como uma das causas para a perda de mercado (número de usuários utilizando o navegador). A Microsoft argumenta que a quantidade de vulnerabilidades encontradas está relacionada ao contingente de usuários. Sendo este fator predominante para que pessoas mal-intencionadas explorassem erros com fins ilícitos. Entretanto, problemas relacionados a vulnerabilidade de navegadores não restringem-se ao Internet Explorer. Outros navegadores populares também já foram vítimas de pessoas mal-intencionadas, como exemplo: Firefox, Google Chrome e Opera, entre outros. Assim sendo, torna-se óbvio que pessoas que projetam pragas digitais enfatizem software/navegadores/sistemas operacionais populares. Depois que o Internet Explorer passou a perder mercado, falhas de segurança em outros navegadores começaram a ser divulgadas. Talvez o fato que leve o Internet Explorer a ser alvo de tantas critícas está relacionado com o fato de o mesmo ser de código fechado. Desta forma, torna-se difícil identificar problemas antes que algum software mal-intencionado seja descoberto.

## Utilização
O Internet Explorer já foi o navegador mais utilizado chegando a ser usado por 99% dos usuários, mas teve uma grande queda nos anos seguintes chegando a ficar em segundo lugar. De acordo com a Stat Counter o Internet Explorer ficou com (32,07%) ficando atrás do Chrome (32,44%) no mês de maio de 2012 e desde então não recuperou mais o primeiro lugar. Apesar disso outras pesquisas como a Marketshare apontam que a queda não chegou a ser tão expressiva, apesar de ter chegado em 54% e tem se mostrado em queda nos últimos anos. Até Setembro de 2014 ele se manteve como o segundo navegador mais usado do mundo, com 22,62% dos usuários mundiais, segundo o StatCounter. Em Abril de 2020, o Internet Explorer foi utilizado por 3,26% dos usuários de desktops e notebooks.

## Resumo da história de utilização por ano e versão

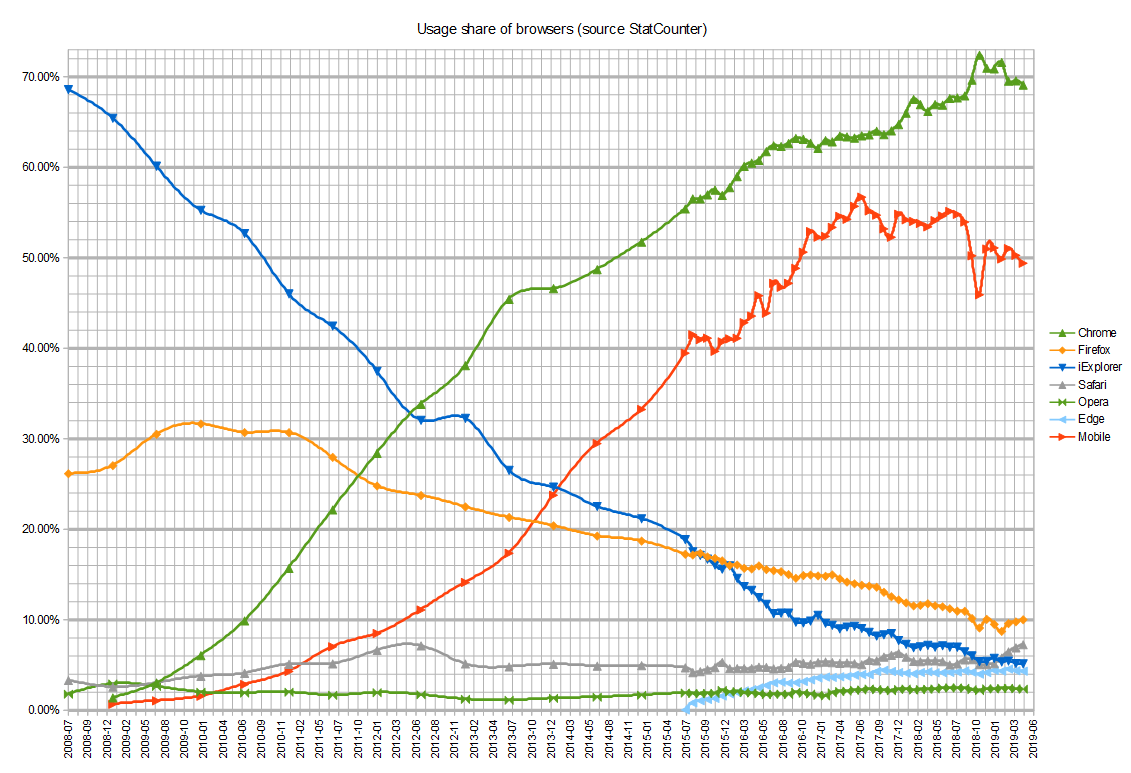
Divisão de uso dos navegadores (Fonte: StatCounter)

A tabela mostra o número de utilização ao longo do tempo. Foram utilizados como base diferentes contadores. Alguns baseados no uso anual, outros mensais ou então na média de utilização ao término do ano. Desta forma, a tabela está embasada nas fontes disponíveis.
|      | Total  | IE10 | IE9 | IE8    | IE7    | IE6    | IE5    | IE4    | IE3   | IE2 | IE1 |
| ---- | ------ | ---- | --- | ------ | ------ | ------ | ------ | ------ | ----- | --- | --- |
| 2010 | 60.04% | -    | -   | 29.43% | 11.61% | 16.79% | 0.0?%  | 0%     | 0%    | 0%  | 0%  |
| 2009 | 66.92% | -    | -   | 10.40% | 26.10% | 27.40% | 0.08%  | 0%     | 0%    | 0%  | 0%  |
| 2008 | 72.65% | -    | -   | 0.34%  | 46.06% | 26.20% | 0.15%  | 0.01%  | 0%    | 0%  | 0%  |
| 2007 | 78.60% | -    | -   | -      | 45.50% | 32.64% | 0.45%  | 0.01%  | 0%    | 0%  | 0%  |
| 2006 | 83.30% | -    | -   | -      | 3.49%  | 78.08% | 1.42%  | 0.02%  | 0%    | 0%  | 0%  |
| 2005 | 87.12% | -    | -   | -      | -      | 82.71% | 4.35%  | 0.06%  | 0%    | 0%  | 0%  |
| 2004 | 91.27% | -    | -   | -      | -      | 83.39% | 7.77%  | 0.10%  | 0%    | 0%  | 0%  |
| 2003 | 94.43% | -    | -   | -      | -      | 59.00% | 34.00% | 1.00%  | 0%    | 0%  | 0%  |
| 2002 | 93.94% | -    | -   | -      | -      | 50.00% | 41.00% | 1.00%  | 0%    | 0%  | 0%  |
| 2001 | 90.83% | -    | -   | -      | -      | 19.00% | 68.00% | 5.00%  | 0%    | 0%  | 0%  |
| 2000 | 83.95% | -    | -   | -      | -      | -      | 71.00% | 13.00% | 0%    | 0%  | 0%  |
| 1999 | 75.31% | -    | -   | -      | -      | -      | 41.00% | 36.00% | 1.00% | 0%  | 0%  |
| 1998 | 45.00% | -    | -   | -      | -      | -      | -      | ?      | ?     | ?   | ?   |
| 1997 | 39.40% | -    | -   | -      | -      | -      | -      | ?      | ?     | ?   | ?   |
| 1996 | 20.00% | -    | -   | -      | -      | -      | -      | -      | ?     | ?   | ?   |
| 1995 | 2.90%  | -    | -   | -      | -      | -      | -      | -      | -     | ?   | ?   |